# Spica luteola
Spica luteola är en fjärilsart som beskrevs av Swinhoe 1889. Spica luteola ingår i släktet Spica och familjen sikelvingar. Inga underarter finns listade i Catalogue of Life.